# Альфонский, Аркадий Аркадьевич
Аркадий Аркадьевич Альфонский (1818/1819—1890) — действительный статский советник, врач Московского воспитательного дома; прототип Аркадия Долгорукова в романе Достоевского «Подросток».

## Биография
Родился 25 декабря 1818 (6 января 1819) года в семье Аркадия Алексеевича и Екатерины Кирилловны Альфонских.
Воспитывался в пансионе М. Г. Павлова. С 1835 по 1840 годы учился на медицинском факультете Московского университета, который окончил лекарем 1-го отделения с отличием. Был определён в Императорский Московский воспитательный дом сверхштатным врачом без жалованья; служил также при отделении для малолетних детей при этом Доме. С производством в титулярные советники он занял в Воспитательном доме должность младшего врача.
В 1854 году коллежский асессор А. А. Альфонский защитил диссертацию «De Cancro» и был утверждён Советом Московского университета в степени доктора медицины. В этом же году он стал старшим врачом при лазаретах Московского Воспитательного дома, а с 1863 года, кроме этого, — и в Попечительстве о бедных.
В 1886 году был произведён в чин действительного статского советника.
Умер 23 октября (4 ноября) 1890 года. Похоронен на кладбище Алексеевского девичьего монастыря. Здесь же был похоронен его сын Сергей (14.02.1853—03.04.1882).